# 蓝玉簪龙胆
蓝玉簪龙胆（学名：Gentiana veitchiorum）为龙胆科龙胆属的植物。分布在尼泊尔以及中国大陆的西藏、青海、四川、云南等地，生长于海拔2,500米至4,800米的地区，见于河滩、高山草甸、灌丛、山坡草地及林下，目前尚未由人工引种栽培。

## 别名
丛生龙胆、双色龙胆、邦见恩保